# رابرت دیگس ویمبرلی کانر
رابِرت دیگِس ویمبِرلی کانِر (انگلیسی: Robert Digges Wimberly Connor؛ – ۲۶ سپتامبر ۱۸۷۸ میلادی – ۲۵ فوریهٔ ۱۹۵۰ میلادی) تاریخ‌نگار و نخستین بایگان اهل ایالات متحده آمریکا در سال‌های ۱۹۳۴–۱۹۴۱ بود.
والدین وی هنری جی. کانر و کیت ویتفیلد کانر بودند و در ۲۶ سپتامبر سال ۱۸۷۸ میلادی در ویلسن، کارولینای شمالی متولد شد. هنگامی که رئیس‌جمهور فرانکلین دلانو روزولت او را به عنوان رئیس دفتر ملی بایگانی و مدارک آمریکا منصوب کرد، کانر به عنوان استاد تاریخ در دانشگاه کارولینای شمالی در چپل هیل، جایی که سال ۱۸۹۹ از آن میلادی فارغ‌التحصیل شد؛ مشغول به کار بود.